# فضای نمونه
در نظریه احتمال فضای نمونه یا فضای نمونه‌ای (به انگلیسی: Sample space) مجموعه تمام نتایج ممکن از یک آزمایش تصادفی (پدیده تصادفی) است که آن را با نماد {\displaystyle S}‏، {\displaystyle \Omega } یا {\displaystyle U} (مخفف universe به معنی جهان) نشان می‌دهند. پیامد هر آزمایش تصادفی، تنها یکی از اعضای {\displaystyle S} خواهد بود. به عنوان مثال، برای آزمایش پرتاب سکه، فضای نمونه برابر است با مجموعه {شیر، خط} و برای یک تاس شش وجهی، فضای نمونه برابر است با مجموعه {۱، ۲، ۳، ۴، ۵، ۶}.
در یک رویکرد ساده به احتمالات، هر زیر مجموعه‌ای از فضای نمونه را می‌توان یک پیشامد نامید. با این حال، این تعریف زمانی که فضای نمونه نامتناهی باشد مشکل‌ساز می‌شود. در یک تعریف بهتر، پیشامد را یک زیرمجموعهٔ قابل‌اندازه‌گیری از فضای نمونه در نظر می‌گیرند که شامل یک میدان سیگما روی فضای نمونه باشد.
- فضاهای نمونه چند گانه

برای بسیاری از تجربیات فضای نمونه متفاوتی است مثل کارت‌های بازی که می خوانند فضای نمونه‌ای مثل ( اس تا شاه )داشته باشند یا بر حسب شماره که بر روی آن‌ها است فضای نمونه داشته باشند.
رخدادهای هم شانس
در بسیاری از فضاهای نمونه احتمال رخداد فضاهای عناصر هم شانس هستند. برای مثال شیر یا خط آمدن سکه‌ها یا احتمال افتادن یکی از وجوه تاس در پرتاب تاس
در همین جهت برخی می‌توانند در بازی‌های هم شانس تقلب کنند مثلاً روی کارت‌ها علامت بگذارند ، لبه‌های تاس را تراش دهند و... که با این کار شانس را برای هر رخداد تغییر می دهند .
اما بسیاری از آزمایش‌ها غیر هم شانس هستند مثل پرت کردن یک پونز که احتمال آنکه با ته یا سر به زمین برخورد کند هم  شانس نیست. در حالت کل شانس هر رخداد به صورت زیر محاسبه می‌شود.
احتمال رخداد کل عناصر/احتمال رخداد عناصر مورد نظر=( رخداد)p
- فضای نمونه تصادفی

در علم آمار ، دانشمندان آمار با مطالعه با یک نمونه آماری در مورد یک جامعه آماری مطالعه می‌کنند.
برای آنکه نتایج مربوط به این تحقیق در مورد یک جامعه آماری صحیح باشد آمار گیرها یک نمونه تصادفی را از جامعه آماری در فضا می‌گیرند .
- فضای نمونه بی‌نهایت بزرگ

برای یک نزدیکی اولیه به احتمال ، هر زیر مجموعه از فضای نمونه یک رخداد نامیده می‌شود.
اگرچه مشکلاتی را به وجود می‌آورد زمانی که فضای نمونه بی‌نهایت است.
به همین دلیل تعریف دقیق تری برای رخداد نیاز است.
تحت این تعریف فقط زیر مجموعه‌های منتهای فضای نمونه می‌توانند δ را در فضای نمونه تشکیل دهند.